# 素甘亚·斯里素拉
素甘亚·斯里素拉（1995年5月3日—），泰国女子举重运动员，2014年世界举重锦标赛女子58公斤级铜牌得主、2016年夏季奥运会女子58公斤级金牌得主、2017年世界举重锦标赛女子58公斤级银牌得主。